# Wilson, Nuttall, Raimond Engineers
Wilson, Nuttall, Raimond Engineers, Incorporated (WNRE) war ein US-amerikanischer Hersteller von Kettentransportfahrzeugen aus Chestertown (Maryland). Zu den hergestellten Fahrzeugen gehören der MUSK-OX, verschiedene Varianten des POLECAT und der DINAH. WNRE war einer der ersten Hersteller von gelenkig verbundenen Kettentransportfahrzeugen, die unter anderem für die Errichtung von Camp Century eingesetzt wurden.